# Чарна (Люблінське воєводство)
Чарна (пол. Czarna) — село в Польщі, у гміні Серокомля Луківського повіту Люблінського воєводства.
Населення — 230 осіб (2011).
У 1975-1998 роках село належало до Седлецького воєводства.

## Демографія
Демографічна структура станом на 31 березня 2011 року:
|          | Загалом | Допрацездатний вік | Працездатний вік | Постпрацездатний вік |
| -------- | ------- | ------------------ | ---------------- | -------------------- |
| Чоловіки | 112     | 21                 | 69               | 22                   |
| Жінки    | 118     | 34                 | 53               | 31                   |
| Разом    | 230     | 55                 | 122              | 53                   |